# Sandestig-Stefanova syndrom
Sandestig-Stefanova syndrom (SANDSTEF) är ett utvecklingssyndrom som kännetecknas av mikrocefali, trigonocefali, medfödd gråstarr, mikroftalmi, karakteristiskt ansiktsutseende, kampodaktyli, förlust av periventrikulär vitsubstans, tunn hjärnbalk, fördröjd myelinisering och dålig prognos. Tillståndet är kopplat till mutationer av NUP188-genen och har beskrivits i två vetenskapliga studier. Nedärvningsmönstret i båda studierna överensstämde med autosomalt reccesiv nedärvning. Majoriteten av patienterna dog under sitt första levnadsår av respiratorisk svikt.
NUP188-genen kodar för ett nukleoporin, en typ av protein som bildar kärnporer mellan cellkärnan och omgivande cytosol. Tidigare studier har kopplat NUP188 till proteintransport över kärnmembranet och celler med brist på proteinet har i tidigare studier drabbats av avstannad celldelning.